# الجرف (بعدان)

تعديل مصدري - تعديل

الجرف محلة تابعة لقرية الحجفار، التابعة لعزلة العذارب بمديرية بعدان إحدى مديريات محافظة إب في الجمهورية اليمنية، بلغ تعداد سكانها 38 حسب تعداد اليمن لعام 2004.